# Edna, Irma et Gloria
Edna, Irma et Gloria est un roman de Denise Bombardier publié en 2007.

## Résumé
L'histoire se passe au Québec, des années 1930 aux années 1980. Durant toute cette période, on suit la vie de trois sœurs fortement liées appartenant, avant la guerre, à la classe ouvrière, puis à la classe moyenne inférieure à partir des années 1950. À 11 ans, Gloria, qui vivait chez sa grand-mère, est rappelée pour tenir le foyer parental. Elle ne se mariera jamais. Quant à ses sœurs Irma et Edna, elles auront des mariages plus ou moins heureux. Leurs quatre frères auront des destins divers. L'un d'eux meurt à la guerre. Arthur, alcoolique et réformé, finira seul, abandonné par ses sœurs, de même que leur frère Roméo, un petit bandit avec qui elles ont coupé les ponts. 
Le propos de l'auteure consiste essentiellement à décrire la vie des Canadiens français de ces époques, comme le laisse entendre la dédicace : « À ma nièce Émilie Bombardier pour qu'elle puisse mieux comprendre la devise du Québec : "Je me souviens." » On y évoque la misère des Canadiens français partis travailler dans le nord-est des États-Unis (années 1930), la Deuxième Guerre mondiale (années 1940), le début d'une certaine prospérité (années 1950), le changement de mode de vie instauré par l'arrivée des banlieues et de la modernité (années 1960) et la montée du nationalisme (années 1970) jusqu'au référendum de 1980, source de profonde discorde dans les familles. 
Tout en rendant compte du rigorisme de l'avant-Révolution tranquille, l'auteure ne victimise pas ses héroïnes, qui ont avec les hommes des relations plutôt dominantes et qui ont une vie sexuelle active avant le mariage.

## Style
Le roman oscille entre l'imparfait et le passé simple, donnant l'impression qu'on nous raconte à la fois une histoire et des souvenirs. Les dialogues sont écrits dans une langue populaire authentique. 

## Extraits
- « Arthur, lui, refusait l'armée, non par nationalisme car il s'en moquait, la moquerie servant d'écran à son absence totale de moralité, mais par couardise. Comme il le disait parfois : "Hitler pis Mussolini, y m'ont jamais rien fait à moi." Il n'irait pas mourir comme un cave de "l'autre bord", c'est ainsi qu'il désignait l'Europe, et pour cela il prit les grands moyens afin d'être réformé. Il s'amputa d'un orteil sous les conseils de ses amis de beuverie. » (p. 96)
- « Leur frère [Roméo] était un petit bandit incapable de faire un vrai hold-up puisqu'il s'était présenté à la caisse d'un snack-bar, un revolver-jouet dissimulé dans sa poche. Il avait récolté quinze dollars, s'était enfui à pied et un passant, alerté par les cris du marchand, l'avait fait trébucher d'un croc-en-jambe. Un crime minable pour un voleur minable, en avait conclu Edna. "Les riches nous volent, pis y ont pas leur nom dans le journal", dit-elle à sa mère afin d'atténuer leur honte. Edna méprisait son frère moins pour ce hold-up que pour la peine de leur mère. » (p. 145)
- « Irma se rendait à l'hôpital en dehors des heures de visite. Quand un gardien s'interposait, elle se faisait passer pour une patiente, une infirmière visitant une compagne, et parfois elle jouait tout simplement de son charme. Elle pénétrait dans la chambre et engageait la conversation avec le membre du personnel qui pouvait s'y trouver. Elle estimait qu'elle devait entretenir de bonnes relations avec le personnel soignant afin que sa mère soit traitée aux petits soins. » (p. 172)